# Atenas Fútbol Club
El Atenas Fútbol Club es un equipo de fútbol profesional de la ciudad de Cuenca, Azuay, Ecuador. Fue fundado el 10 de mayo de 2016. Actualmente juega en la Segunda Categoría de Ecuador.
Está afiliado a la Asociación de Fútbol Profesional del Azuay. El Presidente y Representante es el Magister Brandon Bermeo, quien encabeza el prometedor equipo de la ciudad de Cuenca.

## Historia
El club es un equipo joven de poco andar en el fútbol profesional, se fundó oficialmente en el año 2016, más exactamente el 10 de mayo de ese año donde fue registrado en la Federación Ecuatoriana de Fútbol, en Cuenca se encuentra la sede del club, el equipo se funda con la intención de fomentar la práctica del deporte y formar deportistas jóvenes.
Además la base del club está integrada por jugadores provenientes de la Academia Alfaro Moreno de la ciudad de Cuenca, la Academia durante tres años aportó con sus jugadores al Círculo Cruz del Vado Social y Deportivo, pero en la temporada 2016 decidió enviar a sus jóvenes talentos al recién formado club Atenas F. C., el proyecto de Atenas viene desde hace dos años, es decir desde la temporada 2014, pero por diversas circunstancias no se pudo concretar, desde la temporada 2016 el equipo se encuentra participando en el Campeonato Provincial de Ascenso.
En el año 2016 el equipo decide entrar de manera oficial al fútbol profesional, para cumplir su sueño de participar en Segunda Categoría, para lo cual fue inscrito en la Asociación de Azuay y posteriormente en la Federación Ecuatoriana de Fútbol, así empezó su rodaje en el balompié profesional, su primer encuentro de comprobación se realizó el 7 de mayo de 2016 en la ciudad de Cuenca, ahí en el estadio Alejandro Serrano Aguilar cayeron 5-0 frente al Deportivo Cuenca.
En su primer torneo provincial de Segunda Categoría obtuvo un buen desempeño siempre manteniéndose siempre en los primeros puestos en el largo camino de llegar a la Primera B del país. El primer partido oficial de su historia dentro del torneo provincial fue el sábado 30 de abril de 2016 ante el Club Deportivo Estudiantes, el encuentro de jugó en el Complejo Patamarca de la ciudad de Cuenca con marcador final 2-1 favorable al equipo estudiantil, derrota que no desanimó al equipo ateniense.
De manera increíble tras un buen rendimiento consiguió el pase a los zonales de la Segunda Categoría 2016. Momento importante en la historia del club, es su primera clasificación para representar a la provincia de Cañar en los zonales de la Segunda Categoría 2016.